# Касмалинский ленточный бор
Касмалинский ленточный бор — светлохвойный, в недавнем прошлом реликтовый лес, один из четырёх уникальных ленточных боров находящихся на территории Алтайского края. Название своё получил по названию реки Касмалы .

## Географическое положение
Бор расположен на Приобском плато, протянувшись широкой лентой (от 3 до 10 км) на 330 км, параллельно Барнаульскому ленточному бору, соединившись с которым, между сёлами Волчиха и Новоегорьевское, образует Гатский бор. В этом месте бор достигает ширины 40-50 км, образуя вместе с боровыми озёрами уникальную экосистему. Ленточный бор произрастает на песчаных древнеаллювиальных отложениях, сохранившихся здесь, предположительно, со времени последнего ледникового периода. Толщина песчаных отложений здесь достигает 300—400 м. Плодородный слой, сформированный на песчаных отложениях, в основном представлен дерново-подзолистыми почвами.

## Животный и растительный мир
Фауна бора разнообразна и здесь можно встретить лося, косулю, бобра, зайца, лису, белку, барсука, бурундука.
В Касмалинском бору обитает много птиц: вертишейка, славка-завирушка, желна, длиннохвостая синица, белобровик, серая мухоловка, зеленая пеночка, рябинник, белошапочная овсянка, горихвостка, большая горлица, зелёная пересмешка. Обычными обитателями бора считаются чёрный коршун и снегирь, ворон и московка, дятел и большая синица, обыкновенная и глухая кукушка. Можно встретить сойку, перепела, тетерева, глухаря, филина, обыкновенного канюка, сову, удода, поползня, свиристель, дрозда и таких редких как чёрный аист и серая цапля.
На территории бора произрастают редкие растения, занесённые в Красную книгу России. Ленточный бор относится к категории смешанных лесов, где хвойные породы представлены только сосной обыкновенной, а лиственные березой и осиной. И если сосна, занимая доминирующее положение, произрастает на возвышенных участках, то лиственные чаще в понижениях, по краям болот и озер. В среднем ярусе растут:черемуха обыкновенная, крушина, красная рябина, калина, боярышник, шиповник, смородина, малина. Зачастую кустарники среднего яруса перевиты диким хмелем. Ближе к воде, по берегам боровых проток можно встретить облепиху и иву. В подлеске, в самом нижнем ярусе растут папоротники, хвощ зимующий, молочай кипарисовый, травянистые ягодники — костяника, земляника. Для боровых болот характерны: камыш, осока, тростник, рдест; здесь же встречается белокрыльник. В условиях мягкой боровой подстилки из хвои и перепревающих листьев, особенно после обильных дождей летом, вырастают опята, белые грибы, лисички, рыжики, грузди и другие съедобные грибы. Распространены мхи и лишайники.
Для сохранения природного комплекса, естественных мест обитания и видового многообразия представителей флоры и фауны, на территории ленточного бора организовано несколько особо охраняемых природных территорий — заказников: Касмалинский, Мамонтовский, Егорьевский и Волчихинский заказники.

## Хозяйственное значение
Возникновение и развитие горнозаводского дела на Алтае в XVIII—XIX веках определялось не только наличием сырьевых рудных месторождений, но и энергетическими возможностями территории. Плавильные предприятия размещали у источника энергии, а руду возили к ним даже за сотни километров. Тогда основным источником энергии служил древесный уголь. Приписные крестьяне для нужд заводов занимались выжиганием древесного угля и производством дёгтя. Такие работы проводились и в Касмалинском бору. Вырубки проводились беспорядочно, лесовосстановительными работами никто не занимался. И хотя с сороковых годов XIX века, государство в лице Кабинета стало заниматься вопросами охраны от лесных пожаров, сбережения леса от самовольных порубок, организации лесовосстановления, тем не менее к концу века Касмалинский бор был в значительной степени истреблён.
До Февральской революции ленточные боры оставались во владении Императорского кабинета. На площадях закрытого, к тому времени, Павловского сереброплавильного завода начал работать лесопильный завод, использовавший местное сырьё. Крестьянам доступ в ленточный бор был закрыт. Государством совершенствовалась система охраны лесов как от лесных пожаров, так и от самовольных порубщиков. Крестьяне, жившие в соседних с бором деревнях и сёлах, обязаны были платить за пользование лесом — за сбор ягод и грибов, за охоту, за выпас скота и для них было не простой задачей, даже за плату, получить дрова, деловую древесину для хозяйственных нужд.
Новые власти принимали решения, направленные на сохранность лесов. В 20-е годы вводилось даже уголовное преследование за самовольные вырубки. На смену существовавшим лесничествам с 1929 года пришли лесхозы, которым отводились задачи по лесозаготовке, лесовосстановлению и охране леса. После Великой Отечественной войны, в 50-е и 60-е годы, укреплялась материально-техническая база лесхозов. Появилась техника, создавались пожарно-химические станции. Проводилось авиаопыление боровых массивов гексахлораном и ДДТ с целью уничтожения вредителей (например, соснового шелкопряда), получившее неоднозначную оценку по экологическим последствиям.